# 44.º Rallye Sanremo
Resultados do 44º Rallye Sanremo - Rallye d'Italia.

## Classificação Final
| Pos | N.º  | Piloto Co-piloto                       | Nacionalidade             | Carro                                              | Tempo               |
| --- | ---- | -------------------------------------- | ------------------------- | -------------------------------------------------- | ------------------- |
| 1   | 3 M  | Gilles Panizzi Hervé Panizzi           | França · França           | Peugeot 206 WRC Peugeot Total                      | 4:10.15,6 0         |
| 2   | 2 M  | Marcus Grönholm Timo Rautiainen        | Finlândia · Finlândia     | Peugeot 206 WRC Peugeot Total                      | 4:10.36,5 20,9      |
| 3   | 11 M | Petter Solberg Phil Mills              | Noruega · Reino Unido     | Subaru Impreza WRC 555 Subaru World Rally Team     | 4:11.22,0 1.06,4    |
| 4   | 1 M  | Richard Burns Robert Reid              | Reino Unido · Reino Unido | Peugeot 206 WRC Peugeot Total                      | 4:11.34,4 1.18,9    |
| 5   | 6 M  | Markko Märtin Michael Park             | Estónia · Reino Unido     | Ford Focus WRC Ford Motor Co                       | 4:12.10,5 1.54,9    |
| 6   | 27   | Jesús Puras Carlos del Barrio          | Espanha · Espanha         | Citroën Xsara WRC Piedrafita Sport                 | 4:12.54,9 2.39,3    |
| 7   | 28   | Cédric Robert Gérald Bedon             | França · França           | Peugeot 206 WRC Bozian Racing                      | 4:13.16,9 3.01,3    |
| 8   | 5 M  | Colin McRae Nicky Grist                | Reino Unido · Reino Unido | Ford Focus WRC Ford Motor Co                       | 4:15.33,1 5.17,5    |
| 9   | 25   | Harri Rovanperä Voitto Silander        | Finlândia · Finlândia     | Peugeot 206 WRC Bozian Racing                      | 4:16.34,5 6.18,9    |
| 10  | 7 M  | François Delecour Daniel Grataloup     | França · França           | Mitsubishi Lancer WRC Marlboro Mitsubishi Ralliart | 4:17.40,0 7.24,4    |
| 11  | 14 M | Kenneth Eriksson Tina Thörner          | Suécia · Suécia           | Škoda Octavia WRC Škoda Motorsport                 | 4:19.34,3 9.18,7    |
| 12  | 16 M | Roman Kresta Jan Tománek               | Chéquia · Chéquia         | Škoda Octavia WRC Škoda Motorsport                 | 4:20.34,0 10.18,4   |
| 13  | 26   | Bruno Thiry Stéphane Prévot            | Bélgica · Bélgica         | Peugeot 206 WRC Peugeot Bastos Racing Team         | 4:20.52,1 10.36,5   |
| 14  | 101  | Renato Travaglia Flavio Zanella        | Itália · Itália           | Peugeot 206 XS S1600 F.P.F. Sport                  | 4:27.34,1 17.18,5   |
| 15  | 51 J | Andrea Dallavilla Giovanni Bernacchini | Itália · Itália           | Citroën Saxo VTS S1600                             | 4:28.26,4 18.10,8   |
| 16  | 53 J | Giandomenico Basso Luigi Pirollo       | Itália · Itália           | Fiat Punto S1600                                   | 4:28.36,0 18.20,4   |
| 17  | 65 J | Daniel Solà Alex Romaní                | Espanha · Espanha         | Citroën Saxo VTS S1600                             | 4:28.56,1 18.40,5   |
| 18  | 60 J | Nicola Caldani Dario D'Esposito        | Itália · Itália           | Fiat Punto S1600                                   | 4:28.56,5 18.40,9   |
| 19  | 64 J | Gigi Galli Guido D'Amore               | Itália · Itália           | Fiat Punto S1600                                   | 4:30.34,6 20.19,0   |
| 20  | 55 J | François Duval Jean-Marc Fortin        | Bélgica · Bélgica         | Ford Puma S1600                                    | 4:31.29,4 21.13,8   |
| 21  | 68 J | Niki Schelle Tanja Geilhausen          | Alemanha · Alemanha       | Suzuki Ignis S1600                                 | 4:32.46,1 22.30,5   |
| 22  | 78 J | Roger Feghali Nicola Arena             | Líbano · Itália           | Ford Puma S1600                                    | 4:33.45,5 23.29,9   |
| 23  | 56 J | Jussi Välimäki Tero Gardemeister       | Finlândia · Finlândia     | Citroën Saxo VTS S1600                             | 4:35.15,0 24.59,4   |
| 24  | 62 J | Janne Tuohino Petri Vihavainen         | Finlândia · Finlândia     | Citroën Saxo VTS S1600                             | 4:36.18,8 26.03,2   |
| 25  | 52 J | Niall McShea Michael Orr               | Reino Unido · Reino Unido | Opel Corsa S1600                                   | 4:36.23,5 26.07,9   |
| 26  | 61 J | Gwyndaf Evans Chris Patterson          | Reino Unido · Reino Unido | MG ZR S1600                                        | 4:38.30,2 28.14,6   |
| 27  | 66 J | Mirco Baldacci Maurizio Barone         | San Marino · Itália       | Citroën Saxo VTS S1600                             | 4:39.10,8 28.55,2   |
| 28  | 18 M | Freddy Loix Sven Smeets                | Bélgica · Bélgica         | Hyundai Accent WRC Hyundai Castrol W.R.T.          | 4:39.11,5 28.55,9   |
| 29  | 59 J | Juha Kangas Jani Laaksonen             | Finlândia · Finlândia     | Suzuki Ignis S1600                                 | 4:43.48,8 33.33,2   |
| 30  | 107  | Marco Cavigioli Tania Canton           | Itália · Itália           | Peugeot 206 XS S1600                               | 4:45.12,7 34.57,1   |
| 31  | 76 J | Alexander Foss Richard Pashley         | Noruega · Reino Unido     | Ford Puma S1600                                    | 4:45.27,5 35.11,9   |
| 32  | 104  | Riccardo Errani Stefano Casadio        | Itália · Itália           | Subaru Impreza WRX                                 | 4:46.57,0 36.41,4   |
| 33  | 73 J | Albert Llovera Marc Corral             | Andorra · Espanha         | Fiat Punto S1600                                   | 4:49.38,0 39.22,4   |
| 34  | 109  | Eugenio Lozza Antonella Fiorendi       | Itália · Itália           | Renault Clio RS                                    | 4:55.51,7 45.36,1   |
| 35  | 105  | Alessandro Gai Zelica Gai              | Itália · Itália           | Fiat Stilo Abarth Procar                           | 5:24.01,8 1:13.46,2 |

## Abandonos
| SS  | N.º  | Piloto Co-piloto                     | Nacionalidade             | Carro                                              | Classe           |          |
| --- | ---- | ------------------------------------ | ------------------------- | -------------------------------------------------- | ---------------- | -------- |
| R3  | 4 M  | Carlos Sainz Luís Moya               | Espanha · Espanha         | Ford Focus WRC Ford Motor Co                       |                  |          |
| R8  | 8 M  | Alister McRae David Senior           | Reino Unido · Reino Unido | Mitsubishi Lancer WRC Marlboro Mitsubishi Ralliart | Driver injured → |          |
| R7  | 10 M | Tommi Mäkinen Kaj Lindström          | Finlândia · Finlândia     | Subaru Impreza WRC 555 Subaru World Rally Team     | Transmissão      |          |
| R11 | 12 M | Achim Mörtl Klaus Wicha              | Áustria · Alemanha        | Subaru Impreza WRC 555 Subaru World Rally Team     | Driver injured → |          |
| R14 | 15 M | Toni Gardemeister Paavo Lukander     | Finlândia · Finlândia     | Škoda Octavia WRC Škoda Motorsport                 | Acidente         |          |
| R1  | 17 M | Armin Schwarz Manfred Hiemer         | Alemanha · Alemanha       | Hyundai Accent WRC Hyundai Castrol W.R.T.          | Acidente         |          |
| R10 | 24   | Philippe Bugalski Jean-Paul Chiaroni | França · França           | Citroën Xsara WRC Piedrafita Sport                 | Acidente         |          |
| R2  | 57 J | Alejandro Galanti Xavier Amigo       | Paraguai · Espanha        | Ford Puma S1600                                    | A 6              | Mecânica |
| R7  | 58 J | Christian Chemin Simone Scattolin    | Itália · Itália           | Fiat Punto S1600                                   | Motor            |          |
| R14 | 63 J | Martin Rowe Chris Wood               | Reino Unido · Reino Unido | Ford Puma S1600                                    | A 6              | Mecânica |
| R8  | 67 J | Daniel Carlsson Mattias Andersson    | Suécia · Suécia           | Ford Puma S1600                                    |                  |          |
| R13 | 69 J | Kosti Katajamäki Jakke Honkanen      | Finlândia · Finlândia     | Volkswagen Polo S1600                              | A 6              |          |
| R3  | 70 J | Sven Haaf Michael Kölbach            | Alemanha · Alemanha       | Opel Corsa S1600                                   | Mecânica         |          |
| R7  | 71 J | David Doppelreiter Ola Fløene        | Áustria · Noruega         | Peugeot 206 XS S1600                               | A 6              | Mecânica |
| R14 | 75 J | Kazuhiko Niwa Gerhard Weiß           | Japão · Alemanha          | Suzuki Ignis S1600                                 | Mecânica         |          |
| R9  | 100  | Simon Jean-Joseph Jack Boyère        | França · França           | Renault Clio S1600                                 | A 6              | Motor    |
| R5  | 106  | Abdo Feghali Joseph Matar            | Líbano · Líbano           | Ford Puma S1600                                    | Mecânica         |          |
| R16 | 108  | Mikko Hirvonen Miikka Anttila        | Finlândia · Finlândia     | Renault Clio S1600                                 | A 6              |          |